# Vicki Lawrence
Vicki Lawrence (* 26. März 1949 in Inglewood, Kalifornien als Vicki Ann Axelrad) ist eine US-amerikanische Schauspielerin und ehemalige Sängerin. Sie hat in der Serie The Carol Burnett Show mitgespielt. In der Serie Mama’s Family spielte sie die Rolle der Thelma Harper.

## Leben
Von 1965 bis 1967 sang Vicki Lawrence in der Performance-Gruppe The Young Americans. Ab Herbst 1967 spielte sie in der Fernsehsendung The Carol Burnett Show mit. Im selben Jahr begann sie an der University of California, Los Angeles Theaterwissenschaft zu studieren. Für ihre Auftritte in der Carol Burnett Show erhielt sie einen Emmy und fünf Emmy-Nominierungen.
Im April 1973 stand Vicky Lawrence mit dem Lied The Night the Lights Went Out in Georgia zwei Wochen lang auf Platz eins der Billboard Hot 100. Für die Single erhielt sie im selben Jahr eine Goldene Schallplatte für eine Million verkaufte Tonträger. Der Song war von Bob Russell geschrieben worden, mit dem sie von 1972 bis 1974 verheiratet gewesen war. Die Nachfolge-Single He Did with Me war in den USA nur noch ein kleinerer Hit, erreichte aber in Australien Platz eins der Charts. Nach der Carol Burnett Show trat sie bis Januar 1990 in ihrer eigenen TV-Serie Mama’s Family auf.
Vicki Lawrence setzte sich gegen Drogenmissbrauch und für Hinterbliebene getöteter Polizeibeamter ein. Für ihr Engagement als Frauenrechtlerin erhielt sie im Jahr 1988 von der Coalition of Labor Union Women als erste Frau die Auszeichnung Person of the Year („Person des Jahres“).
Kurze Zeit später wurde Lawrence Moderatorin der Spielshow Win, Lose or Draw. Zwischen 1992 und 1994 moderierte sie die nach ihr benannte Sendung Vicki!. Als einzige Moderatorin neben Oprah Winfrey wurde sie für einen Daytime Emmy nominiert. Ab Herbst 1997 moderierte Lawrence für kurze Zeit die Talkshow Fox After Breakfast.
Seit 2002 ist Lawrence mit ihrem Bühnenprogramm Vicki Lawrence and Mama, A Two Woman Show auf Tournee. Von 2006 bis 2010 spielte sie in Hannah Montana die Rolle von Miley Stewarts (Miley Cyrus) Oma. Darüber hinaus setzt sie sich für Menschen- und Frauenrechte sowie die American Heart Association ein.
Im Jahr 1974 heiratete Vicki Lawrence ihren besten Freund und beruflichen Partner Al Schultz. Sie haben eine Tochter (* 1975) und einen Sohn (* 1977).

## Diskografie

### Alben
- 1973: The Night the Lights Went Out in Georgia
- 1974: Ships in the Night
- 1979: Newborn Woman

### Singles
- 1969: And I’ll Go
- 1970: No, No
- 1973: The Night the Lights Went Out in Georgia
- 1973: He Did with Me
- 1974: Ships in the Night
- 1974: Mama's Gonna Make it All Better
- 1974: Old Home Movies
- 1975: The Other Woman
- 1976: There’s a Gun Still Smokin’ in Nashville
- 1976: The Other Man I've Been Slipping Around With
- 1977: Hollywood Seven
- 1979: Don’t Stop the Music
- 1979: Your Lies

## Fernsehserien
- 1967–1978: The Carol Burnett Show
- 1983–1990: Mama’s Family
- 1985–1986: Mord ist ihr Hobby (Murder, She Wrote, 2 Folgen)
- 1993: Roseanne
- 1996: Diagnose: Mord (Diagnosis Murder)
- 1997: Duckman
- 1999: Ally McBeal
- 2006–2010: Hannah Montana